# Войтович Віталій
Войтович Віталій Тарасович (нар. 4 червня 1984 року) — український бізнесмен і меценат, засновник та СЕО групи компаній Premier FOOD Group і мережі хот-дог барів Mr.Grill Hotdogs&Burgers.
Започаткував культуру споживання хот-догів в Україні під власним брендом Mr.Grill.

## Біографія
Віталій Войтович народився 4 червня 1984 року, м. Васильків Київської області, Україна.

### Освіта
2006 року отримав диплом магістра за фахом «Правове забезпечення безпеки підприємницької діяльності» факультету економіки менеджменту та права ДТЕУ.
З 2007 по теперішній час займає посаду СЕО компанії Premier Food Group
2018 року здобув ступінь магістра ділового адміністрування в МІМ. Того ж року став членом ради роботодавців при НУБіП України.

## Підприємницька діяльність
2007 року здобув перший підприємницький досвід, коли організував ланцюг поставок м'ясо-молочної продукції в сегменті HoReCa.
2007 року Віталій Войтович заснував компанію Premier FOOD.
2008 року розпочав перші продажі в мережах АЗС високоякісних французьких хот-догів. Для цього була розроблена спеціальна сосиска «Прем'єра» за європейською технологією для приготування на грилі. Використання шокової заморозки забезпечує тривалий термін зберігання без додавання консервантів і зручну логістику.
2010 року було створено бренд французьких хот-догів Mr.Grill, що отримав визнання і популярність серед українських споживачів. Цього року розпочалася співпраця з усіма мережами АЗС України.
2014 року в результаті об'єднання активів Premier FOOD і м'ясокомбінату у Вінницькій області утворилася група компаній Premier FOOD Group.
2016 року Premier FOOD Group група експортує свою продукцію у понад 15 країн, серед яких Грузія, Азербайджан, Казахстан, Молдова, Оман, ОАЕ, КНР, Гонконг, Велика Британія, Південна Корея, Йорданія, а також країни Африки.
2017 року заснував власну мережу хот-дог-барів Mr.Grill Hotdogs&Burgers.
2020 року бренд Mr.Grill вийшов у ритейл-сегмент: сосиски та ковбаски Mr.Grill з'явилися на полицях українських супермаркетів.
2023 року Віталій Войтович запустив першу потужну рекламну кампанію на національному рівні на підтримку категорії хот-догу з брендом Mr.Grill.
На сьогодні Premier FOOD Group — українська виробничо-логістична група компаній з щорічним оборотом 2,5 млрд грн, та штатом 1 000 співробітників..
Premier FOOD Group має власний R&D центр, власне виробництво у Вінницькій області під брендом «Mr.Grill», складські комплекси площею понад 12 000 кв. м, власну 4PL-логістику з розподільчими центрами в Київській, Вінницькій, Полтавській, Львівській, Дніпропетровській та Одеській областях, власний автопарк з рефрижераторами, платформу e-commerce та мобільний застосунок.
Кількість партнерів, з якими співпрацює Premier FOOD Group — 12 000 торгівельних точок по всій Україні: понад 2 000 АЗК, 8 000 точок стритфуду та 2 000 роздрібних магазинів національних мереж. Продукцію Premier FOOD Group з власним брендом Mr.Grill експортують у 10 країн світу станом на грудень 2024 року.
У 2024 році під керівництвом Віталія Войтовича було запущено національну рекламну кампанію для всеосяжного охоплення української аудиторії з метою популяризації бренду Mr.Grill “Ті самі хот-доги” та категорії “хот-доги”.
У 2024 році започаткував проєкт "Прокачай свою точку", опираючись на власний багаторічний досвід успішного бізнесу, Віталій Войтович з командою розробили готові рішення, інструкції та лайфхаки, застосовуючи які, власники торгової точки можуть власноруч покращити свої бізнес-показники, збільшити продажі та бути успішними. Учасниками проєкту стали 300 торгових точок по території України.

## Громадська і благодійна діяльність
Віталій Войтович активно співпрацює з благодійними фондами та військовими частинами. Також його група компаній на постійній основі допомагає вимушено переселеним особам і дітям, які залишилися без батьківської опіки через російське вторгнення.
2020 року, під час пандемії коронавірусної хвороби 2019, Віталій Войтович займався забезпеченням лікарень засобами захисту та апаратами ШВЛ.
У березні 2022 року спільно з КМДА ініціював створення штабу гуманітарної допомоги в Києві. На станціях метро та в приміщеннях шкіл запрацювали пункти благодійної допомоги з роздачею їжі. За перші тижні було роздано близько 100 000 хот-догів та 20 тонн ковбасних виробів.
Від початку повномасштабного російського вторгнення в Україну було закрито понад 1000 запитів на суму до 15 млн грн (автомобілі й інша техніка для сил ППО, дизельні генератори, тепловізори, дрони DJI Mavic 3, комп'ютерна техніка, засоби зв'язку).
Обсяг харчової продукції, наданої цивільним та військовим, — понад 100 тонн, за 2022—2024 роки.
Після російської атаки на м. Київ 8 липня 2024 року внаслідок якої було зруйновано будівлю дитячої лікарні «Охматдит» Premier FOOD Group та Mr.Grill Войтовича долучився до збору United24 та задонатив 1 мільйон гривень на відновлення лікарні. Компанія також передала продуктові набори рятівникам та родинам, що були на лікуванні під час атаки.
У 2024 компанія Войтовича стала партнером благодійних заходів для дітей БО «Save Ukraine».
Віталій Войтович також був членом журі Franchise Camp 2024, проєкту в якому його компанія Premier FOOD Group надала грант в 1 млн грн на створення бізнесу для підтримки ветеранів.
У 2024 р. Premier FOOD Group увійшла до рейтингу “ТОП-15 КОМПАНІЙ, ЯКІ ФОРМУЮТЬ МАЙБУТНЄ УКРАЇНИ” за версією онлайн-видання “Ділова столиця”.
Напередодні Великодня у 2025 році було передано понад 500 кг продукції власного виробництва захисникам і захисницям України. Цю допомогу отримали як працівники компанії, що нині боронять країну, так і їхні побратими на передовій.
У 2025 році Віталій Войтович, увійшов до рейтингу ТОП-50 найкращих CEO України за версією журналу «ТОП-100. Рейтинги найбільших» та ділового порталу Delo.ua.
В травні 2025 року Віталій Войтович став “Підприємцем року” в рамках Загальнонаціональної програми “Людина року 2024”.

## Державні нагороди
Медаль Міністерства оборони України «За сприяння Збройним силам України» за наказом Міністра оборони Олексія Резнікова (2022 рік)
Почесний нагрудний знак «За сприяння війську» за наказом Головнокомандувача ЗСУ Валерія Залужного (2023 рік)
Почесний нагрудний знак Міністерства оборони України «Знак пошани» за наказом Міністра оборони Олексія Резнікова (2023 рік)
Іменний орден "За розбудову України" для благодійників,  соціально-спрямованих  політиків, бізнесменів та меценатів №581

## Відзнаки
- Почесний громадянин міста Васильків[33]
- Член експертної ради Всеукраїнської бізнес премії «Cabinet Boss. TOP-50» (2021 р)[34]
- «CHARITY 100ЛИЦЯ» — «За вагомий внесок у підтримку України під час війни» (2023 р)[35]

- ТОП-50 СЕО України (2025)[36]
- “Підприємець року” (2025)[25]

## Особисте життя
Віталій Войтович одружений. Дружина — Войтович Олена Олександрівна.
Діти: Владислав, Даніель.

## Інтерв'ю
- Ті самі хот-доги з АЗК – формула успіху найбільшого виробника хот-догів Mr.Grill в Україні (електронний) // liga.net. — Київ, 2023. — Травень. Процитовано 07.05.2023.
- ВІТАЛІЙ ВОЙТОВИЧ ПРО PREMIER FOOD: ЙОГО ІСТОРІЮ УСПІХУ, ІННОВАЦІЇ ТА ЗБЕРЕЖЕННЯ В УМОВАХ ВІЙНИ (електронний) // fostylen.com. — Київ, 2023. — Жовтень. Процитовано 2023.
- Vitalii Voitovych about “Premier FOOD”: its history of success, innovation, and preservation in wartime (електронний) // business-ml.world. — Київ, 2023. — Березень. Процитовано 10.03.2023.

- «Ті самі хот-доги з АЗК» — бренд Mr.Grill — найбільший виробник хот-догів в Україні (електронний) // nv.ua. — Київ, 2023. — Травень.
- «Ті самі хот-доги з АЗК» – Віталій Войтович, засновник та CEO Premier Food Group, розповів як бренд Mr.Grill змінив культуру споживання хот-догів в Україні та чому і як компанія допомагає розвиватися малому бізнесу (електронний) // forbes.ua. — Київ, 2023. — Червень. Процитовано 2023.

- Віталій Войтович: Наша компанія передусім дбає про людей — працівників, клієнтів та партнерів (електронний) // dsnews.ua. — Київ, 2024. — Вересень. Процитовано 2024.
- 1 млн грн на реалізацію бізнесу для ветеранів від Premier FOOD Group. Як пройшов Franchise Camp 2024 (електронний) // forbes.ua. — Київ, 2024. — Листопад. Процитовано 2024.
- ІНВЕСТИЦІЇ В МАЙБУТНЄ. PREMIER FOOD GROUP — ГЕНЕРАЛЬНИЙ СПОНСОР ПРИЗОВОГО ФОНДУ НА FRANCHISE CAMP 2024 (електронний) // franchisegroup.com.ua. — Київ, 2024. — Жовтень. Процитовано 2024.
- 1 млн грн на реалізацію бізнесу для ветеранів від Premier FOOD Group. Як пройшов Franchise Camp 2024 (електронний) // epravda.com.ua— Київ, 2024. — Листопад. Процитовано 2024.
- Грант на власну справу. Хто отримає 1 млн грн на розвиток бізнесу для ветеранів (електронний) // biz.nv.ua — Київ, 2024. — Листопад. Процитовано 2024.

- Віталій Войтович: шлях лідера в умовах викликів та інновацій (електронний) // business-ml.world — Київ, 2025. — Квітень. Процитовано 2025.
- Віталій Войтович увійшов до ТОП-50 найкращих СЕО України. (електронний) // MMR — Київ, 2025. — Травень. Процитовано 2025.
- Топ-50 CEO 2025 року: названо найкращих керівників українських компаній. (електронний) // Delo — Київ, 2025. — Процитовано 2025.
- Рейтинг СЕО України. Віталій Войтович від Premier FOOD Group серед найкращих. (електронний) // NV — Київ, 2025. — Травень. Процитовано 2025.
- Виробник хот-догів Mr.Grill та їжі для АЗС Premier FOOD Group презентує формулу успішного бізнесу зі стріт фуду (електронний) // НафтоРинок. www.nefterynok.info (укр.) — Київ, 2025. — Липень. Процитовано 22 липня 2025.